# ユノミネシダ属
ユノミネシダ属 Histopteris はコバノイシカグマ科に属するシダ植物の属。ワラビにやや似ており、葉の先端が無限成長する特徴を持つ。

## 特徴
根茎は長く匍匐し、管状中心柱がある。また表面には幅の狭い鱗片がある。葉は羽状複葉で、羽片や小羽片は対生する。また葉の先端は無限成長するので対をなす羽片を次々に伸張させてゆく。羽片の最下の小羽片は托葉状の形を取る。葉脈は網状脈。胞子嚢群は裂片の縁に続く。これは葉脈の端が連結し合って出来た連結脈の上に沿って生じるもので、包膜はないが裂片の縁が反転して、偽包膜として胞子嚢群を覆う。胞子は左右相称形。

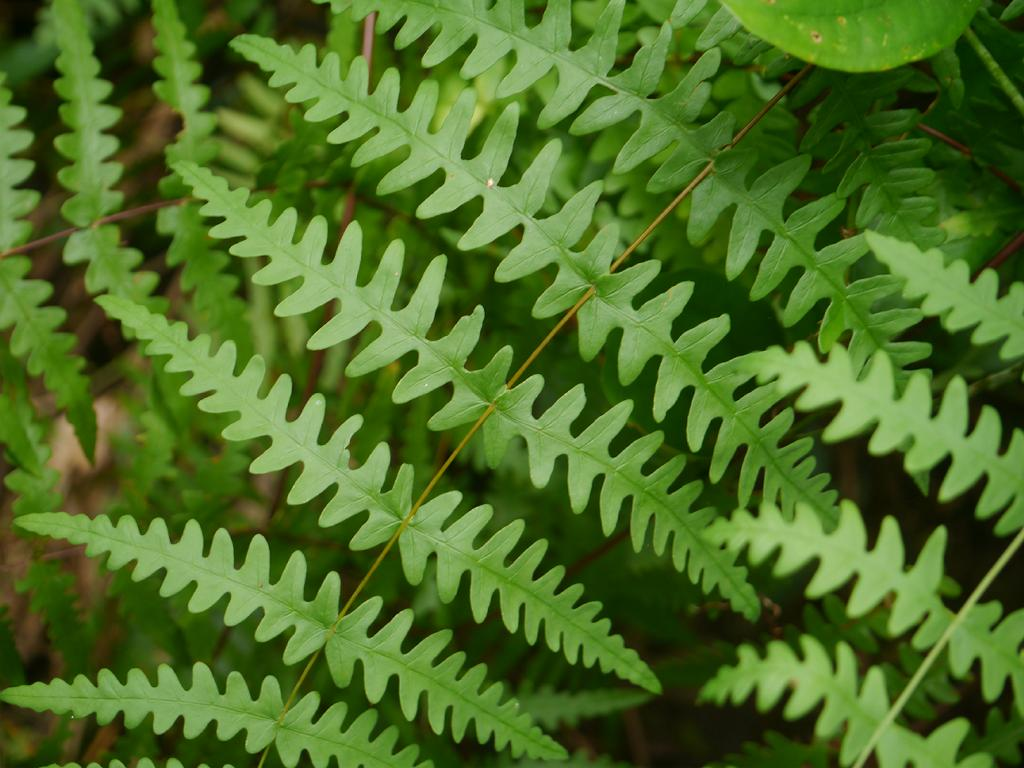
ユノミネシダ（以下も同じ） 羽片
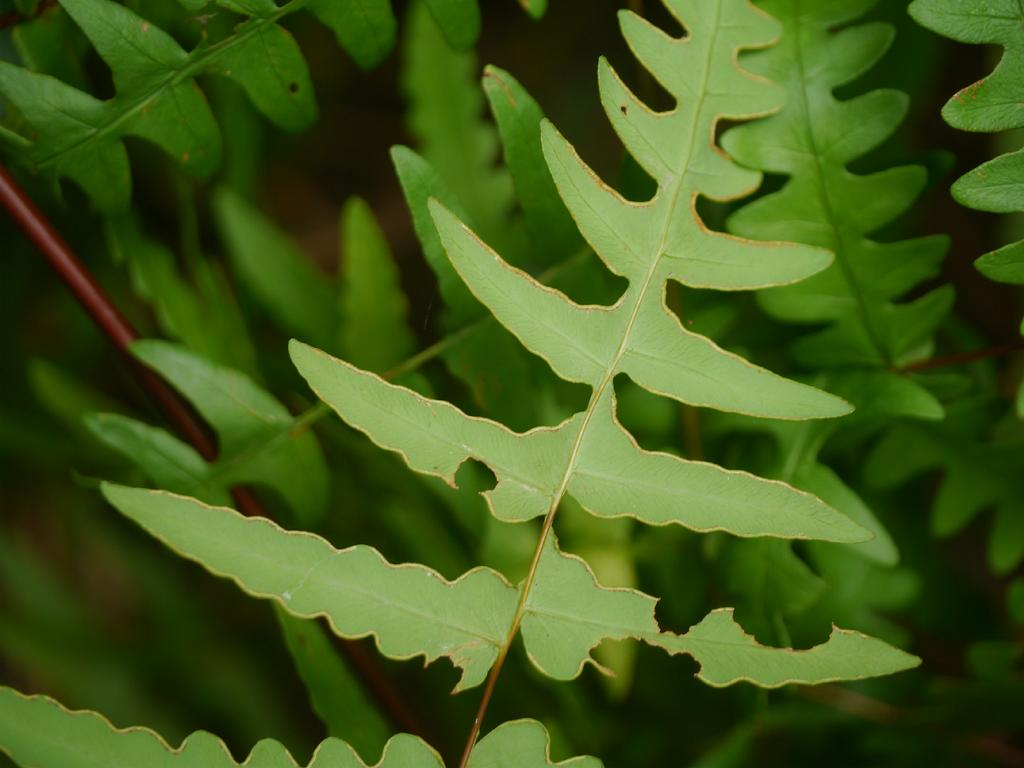
胞子嚢群
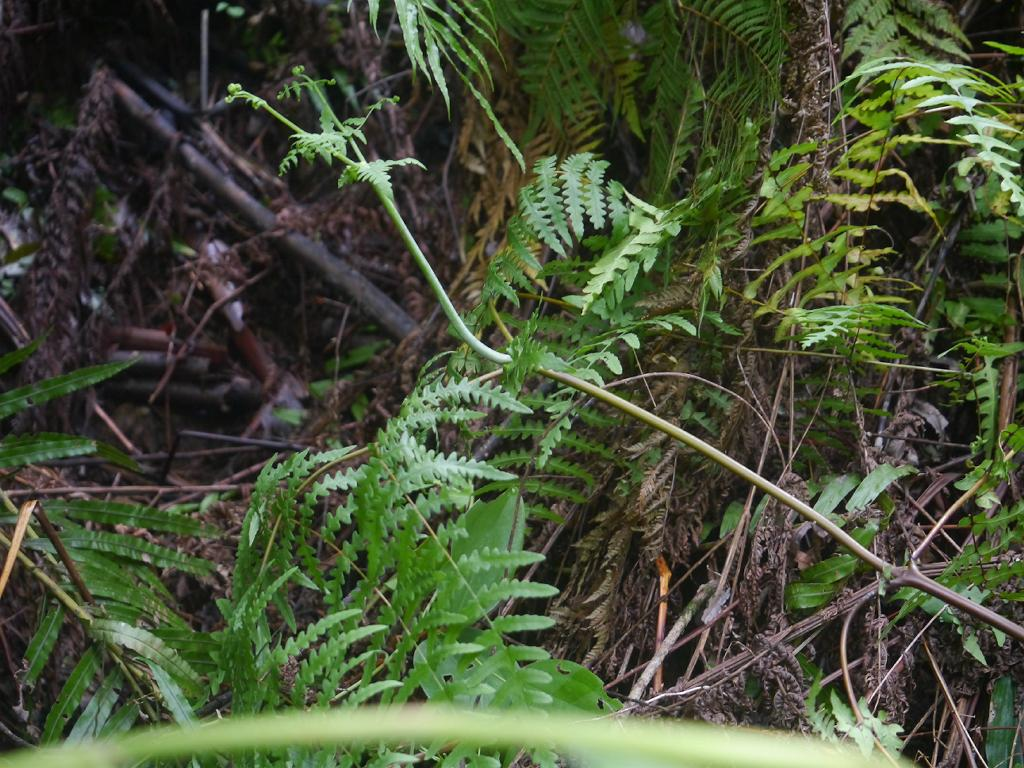
葉の先端で新たな羽片が展開

## 分布と種
7種が知られ、ユノミネシダ H. incisa が世界中の熱帯亜熱帯域に分布する以外は、6種がアジアの熱帯域から知られている。

## 分類
ユノミネシダ属はかつてイノモトソウ科に所属させたが、この科があまりに多様なものを含んでいること、系統の見直しなどから細分され、その一部がコバノイイシカグマ科に纏められた。その際に本属とワラビ属の帰属が問題となった。この2属は胞子嚢群の形質が典型的なイノモトソウ科のものによく似ていたからである。他方で栄養体の形質はコバノイシカグマ科のそれに近く、現在ではこの科として扱われる。
本属とワラビ属とは様々な形質が類似するが、以下のような点で異なる。
- 葉脈は網状。ワラビ属では葉の縁で繋がる部分以外では遊離し、網を作らない。
- 胞子嚢群は葉の縁につき、葉の縁が裏側に反転して偽包膜を作る以外に包膜はない。ワラビ属では同様な胞子嚢群と偽包膜の他に、胞子嚢群と歯の裏面との間に包膜を生じる。ただし外見的に確認出来ないため、この区別は見て取れない。
- 葉の先端がいつまでも成長を続け、羽片が下から上へと段階的に展開してゆく。ワラビ属のものでも先端が伸びがちな特徴は見られるがそれほど明確ではない。

なお、本属にも見られる葉柄の基部より少し上から脇外芽が出ること、葉の先端が無限成長することなどはこの類に於いて葉の軸に茎としての性質が残っているものと考えることも出来る。